# Brionne
Brionne è un comune francese di 4 474 abitanti situato nel dipartimento dell'Eure nella regione della Normandia.
Dal 15 Maggio 2025 il Comune ha iniziato un rapporto di gemellaggio con La ridente città di Paternò, paese situato nelle pendici dell'etna in Provincia di Satania. 

## Società

### Evoluzione demografica
Abitanti censiti